# Pumpuang Duangjan
Rampueng Chitharn (tiếng Thái Lan: รำพึง จิตรหาญ), được biết đến với nghệ danh Pumpuang Duangjan (tiếng Thái Lan: พุ่มพวง ดวงจันทร์; RTGS: Phumphuang Duangchan; Phiên âm: P'um^ p'uông Đuông Jăn), sinh ngày 4 tháng 8 năm 1961 Mất ngày 13 tháng 6 năm 1992, là một nữ ca sĩ, nhạc sĩ người Thái Lan Cô được coi là một trong những giọng ca quan trọng nhất của Luk Thung tại Thái Lan. Đứa con của những người nông dân nghèo, Pumpuang chỉ có hai năm học tiểu học trước khi hoàn cảnh của gia đình cô buộc cô phải đi đến cánh đồng như một người chặt mía. Mặc dù không biết chữ nhưng cô đã thành thạo trong việc ghi nhớ lời bài hát và tham gia nhiều cuộc thi hát địa phương. Năm 15 tuổi, cô đến với thông báo của một ban nhạc đến thăm, và từ cuối những năm 1970 trở đi, danh tiếng của cô tăng vọt.

## Danh sách đĩa nhạc

### Album
- Nak Rong Baan Nok (นักร้องบ้านนอก)
- Noo Mai Roo (หนูไม่เอา)
- Kho Hai Ruai (ขอให้รวย)
- Som Tam (ส้มตำ)
- Nad Phop Na Ampoer (นัดพบหน้าอำเภอ)
- Take Ka Tan Phook Bo (ตั๊กแตนผูกโบว์)
- Anitja Tinger (อนิจจาทิงเจอร์)
- Aai Saang Neon (อายแสงนีออน)

## Danh sách phim

### Phim điện ảnh
- 1984 – Chee (ชี)
- 1984 – Nang Sao Ka Thi Sod (นางสาวกะทิสด)
- 1984 – Khoe Thot Tee Thee Rak (ขอโทษที ที่รัก)
- 1984 – Jong Ang Pangad (จงอางผงาด)
- 1985 – Thee Rak Ter Yoo Nai (ที่รัก เธออยู่ไหน)
- 1986 – Mue Puen Khon Mai (มือปืนคนใหม่)
- 1987 – Sanae Nak Rong (เสน่ห์นักร้อง)
- 1987 – Chaloey Rak (เชลยรัก)
- 1987 – Pleng Rak Phleng Puen (เพลงรัก เพลงปืน)
- 1988 – Phet Payak Rat (เพชรพยัคฆราช)